# Dion DiMucci

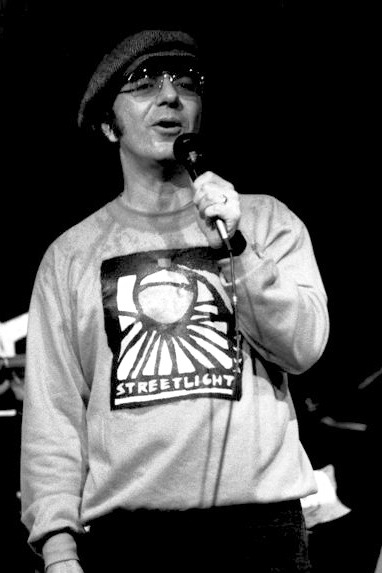
Dion durante apresentação em Nova Iorque

Dion Francis DiMucci (Nova Iorque, 18 de julho de 1939), mais conhecido mononimamente como Dion, é um cantor e compositor estadunidense cujo trabalho incorporou elementos dos estilos doo-wop, rock e R&B e, mais recentemente, blues. Inicialmente como vocalista do Dion and the Belmonts e depois em sua carreira solo, ele foi um dos mais populares artistas de rock and roll estadunidense da era pré-invasão britânica. Ele teve 39 sucessos no Top 40 no final dos anos 1950 e início dos 1960 como artista solo, com os Belmonts ou com os Del Satins. É mais lembrado pelos singles "Runaround Sue", "The Wanderer", "Ruby Baby" e "Lovers Who Wander", entre seus outros sucessos.
A popularidade de Dion diminuiu em meados da década de 1960. No final da década, ele mudou seu estilo e produziu canções com um sentimento mais maduro e contemplativo, como "Abraham, Martin and John". Ele se tornou popular novamente no final dos anos 1960 e em meados dos anos 1970, e continua fazendo música desde então. Os críticos que rejeitaram seus primeiros trabalhos, considerando-o apenas um ídolo adolescente, elogiaram seus trabalhos posteriores e notaram a influência que ele teve sobre outros músicos.
Dion foi incluído no Rock and Roll Hall of Fame em 1989.